# Ptychogena lactea
Ptychogena lactea is een hydroïdpoliep uit de familie Laodiceidae. De poliep komt uit het geslacht Ptychogena. Ptychogena lactea werd in 1865 voor het eerst wetenschappelijk beschreven door Agassiz. 